# 1731 у науці
У 1731 році в науці й техніці відбулися такі важливі події.

## Сільське господарство і садівництво
- Філіп Міллер публікує «Словник садівників», який містить методи вирощування та покращення фруктових і квіткових садів у Лондоні.
- Джетро Талл публікує The New Horse-Houghing Husbandry або есе про принципи обробки землі та рослинності в Лондоні.

## Астрономія
- Джон Бевіс вперше в сучасну епоху спостерігає Крабоподібну туманність.
- Джон Хедлі розробив Октант (згодом його як основний інструмент навігації буде замінено секстантом).
- Модель Сонячної системи (або модель планетарію) розроблено як апарат, який показує відносне положення небесних тіл у Сонячній системі за допомогою куль, що рухаються колісними механізмами.

## Геологія
- Сучасний  сейсмограф розроблений італійським вченим Ніколасом Черілло з використанням маятника.

## Математика
- Формулу евклідової відстані вперше опублікував Алексі Клод Клеро.[1]

## Медицина
- Вересень – англійський хірург Вільям Кукслі виконав першу успішну апендектомію.[2][3]
- Лаура Бассі стає першою офіційною жінкою-викладачем університету після призначення професором анатомії в Болонському університеті у віці 21 року.[4]
- Королівське товариство Единбурга розпочинає публікацію рецензованих медичних есе та спостережень[5]

## Нагороди
- Медаль Коплі: першу медаль Коплі отримав Стівен Грей.[6]

## Народились
- 15 квітня — Мозес Гарріс (помер 1785), британський ентомолог і гравер.
- 24 липня — Луї-Клод Каде де Гаскур (помер 1799), французький хімік і фармацевт.
- 26 вересня — Джан Франческо Мальфатті (помер 1807), італійський математик.
- 10 жовтня — Генрі Кавендіш (помер 1810), британський хімік та фізик.
- 9 листопада — Бенджамін Беннекер (помер 1806), американський астроном, математик, годинникар і видавець.
- 12 грудня — Еразм Дарвін (помер 1802), британський поет, лікар, ботанік і винахідник.
- Вільям Айтон (помер 1793), британський ботанік.

## Померли
- 6 січня — Етьєн-Франсуа Жоффруа (нар. 1672), французький хімік і лікар.
- 27 січня — Бартоломео Крістофорі (нар. 1655), італійський виробник клавішних інструментів.
- 22 лютого — Марія Сельваджа Боргіні (нар. 1656), італійський математик.
- 26 березня — Магнус фон Бромелл (нар. 1679), шведський лікар.
- 10 травня — Ян Верман (нар. 1653), фландрський математик.
- 11 жовтня — Джон Крейг (нар. 1663), шотландський математик.
- 29 грудня — Брук Тейлор (нар. 1685), англійський математик.